# Aniba affinis
Aniba affinis är en lagerväxtart som först beskrevs av Carl Daniel Friedrich Meisner, och fick sitt nu gällande namn av Carl Christian Mez. Aniba affinis ingår i släktet Aniba och familjen lagerväxter. Inga underarter finns listade i Catalogue of Life.